# David Hinds
David Hinds, född 15 juni 1956 i Birmingham, England, är gitarrist och ledsångare för reggaebandet Steel Pulse. Hans föräldrar migrerade till Storbritannien från Jamaica på mitten av 1950-talet tillsammans med många andra från Jamaica och andra brittiska karibiska öar som rekryterades som arbetare för att "återuppbygga Storbritannien efter andra världskriget".

## Diskografi
Singlar (solo/samarbeten)
- 2007 – "Music" / "Crisis Riddim" (Zion Irie & David Hinds)
- 2008 – "Jah Vengeance" (David Hinds) / "Virtual Dubbing" (BDF* & Dub Terror)
- 2009 – "Positivity" (David Hinds) / "Midnight Organ" (BDF)
- 2010 – "Steppin' Out" / "Version" (Alborosie med David Hinds)
- 2013 – "Soon Come" (David Hinds) / "Dr. Reason & Mr. Heart" (Guive & Liv'High)

(*BDF = Basque Dub Foundation eg. Iñaki Yarritu)